# Cortile del Belvedere

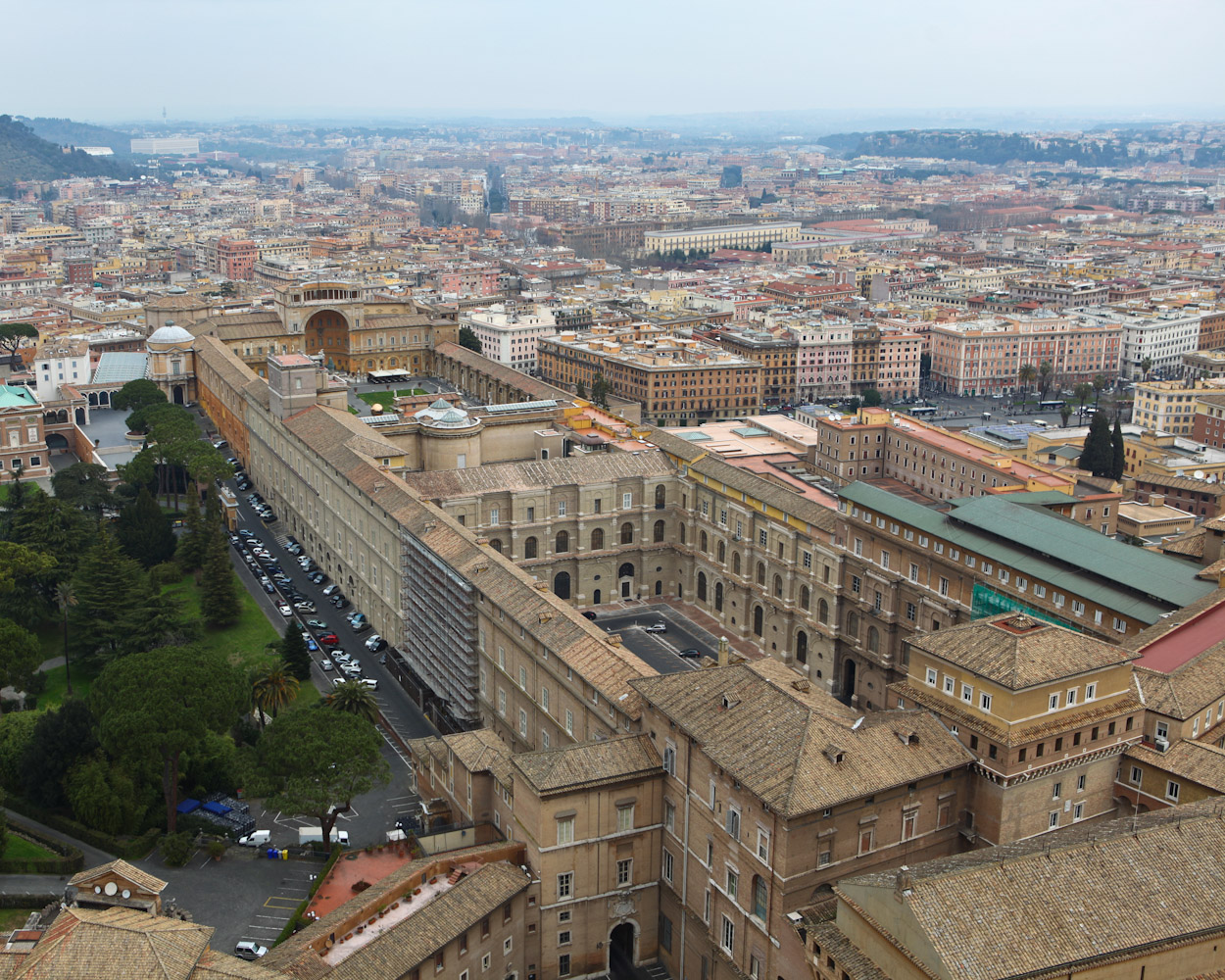
Cortile del Belvedere sedd från Peterskyrkans kupol.

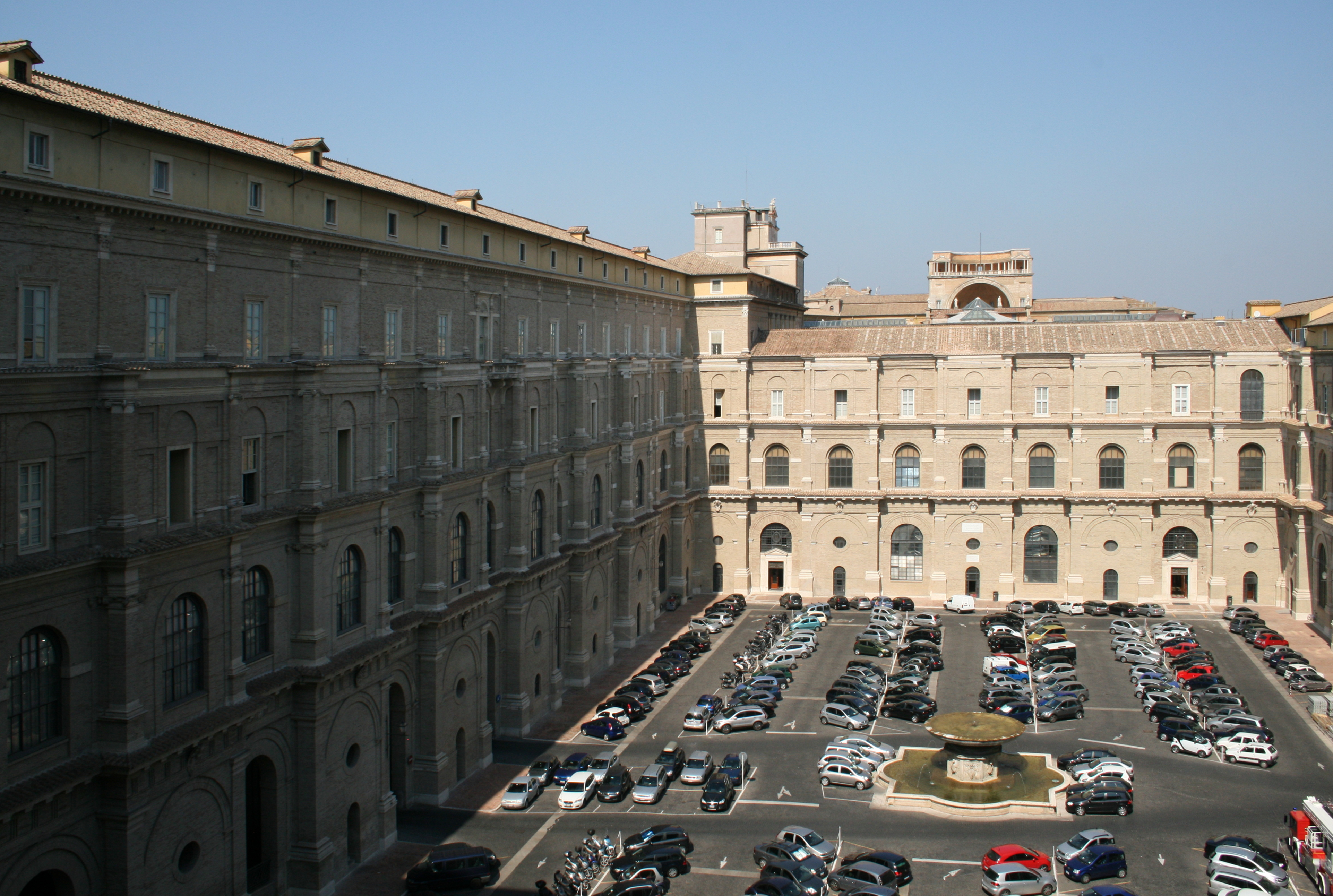
Cortile del Belvedere.

Cortile del Belvedere är en innergård vid Apostoliska palatset i Vatikanstaten och ritades av Donato Bramante i början av 1500-talet. Bramantes verk kom att utgöra förebild för ett flertal torg (piazzor) i Italien.
Gården var även vid ett tillfälle det påvliga menageriets säte i Vatikanen. Det var på den nedre delen av gården som påven Leo X skulle uppvisa sin uppskattade elefant Hanno för en beundrande publik. På grund av elefantens ärorika historia begravdes den i Cortile del Belvedere.
Påven Innocentius VIII påbörjade år 1484 byggandet på området, med utsikt mot Peterskyrkan. Gårdsplanen var ännu inte färdig när Bramante dog år 1514 utan färdigställdes av Pirro Ligorio för påve Pius IV 1562–1565.
Idag kallas den lägsta terrassen fortfarande Cortile del Belvedere, medan den övre terrassen kallas Cortile della Pigna på grund av den stora pinjekotten i brons, en gång en fontän.

## Bilder
| - Denna tallkotte (pigna) av brons har givit namn åt Cortile della Pigna och Fontana della Pigna. - Cortile della Pigna med La Sfera av Arnaldo Pomodoro i bildens mitt. |